# Arquidiocese de Bamberg
A Arquidiocese de Bamberg ou, na sua forma portuguesa, de Bamberga (em latim: Archidioecesis Bambergensis e em alemão:  Erzbistum Bamberg) é uma Sé Metropolitana da Igreja Católica na Alemanha.

## Território
A arquidiocese inclui porções dos territórios da Baixa e Média Franconia, e a cidade de Auerbach no Alto Palatinado. A sede episcopal é a cidade do estado da Baviera, chamada Bamberg, onde fica a Catedral de São Pedro e São Jorge.
O território abrange 10.290 km² e é dividido em seis regiões, para um total de 310 paróquias.

### Província Eclesiástica
A província eclesiástica de Bamberg, fundada em 1818, inclui 3 dioceses sufragâneas:
- Diocese de Eichstätt;
- Diocese de Speyer;
- Diocese de Wurtzburgo.

## História
Para finalmente derrotar os cultos pagãos e estabelecer o cristianismo entre os povos eslavos, Henrique II, Sacro Imperador Romano, com a permissão do Papa, erigiu, em junho de 1007, a Diocese de Bamberg durante o sínodo realizado em Frankfurt, em 1º de novembro de 1007, com território desmembrado das dioceses de Eichstätt e de Wurtzburgo.
Para garantir o desenvolvimento econômico e sua defesa militar, Henrique II conferiu à nova diocese muitas propriedades estatais e estaduais, criando condições para a fundação do Principado Episcopal de Bamberg. Inicialmente, a diocese pertencia à província eclesiástica de Mogúncia, mas logo no seculo XVIII tornou-se imediatamente sujeita à Santa Sé.
A Reforma Protestante reduziu consideravelmente a importância da diocese devido às conversões para a nova religião. Apenas 150, das 500 paróquias da época permaneceram fiéis à fé católica. Já a Contrarreforma na diocese foi tardia, e algumas paróquias foram recuperados dos protestantes: Por exemplo em Bayreuth, o culto católico só voltou a ser permitido em 1712. No entanto, ao contrário do que aconteceu em outras partes do Império, a diocese de Bamberg viveu um profundo despertar da fé católica durante o período mais crítico da Reforma Protestante, por exemplo, cada paróquia organizava sínodos anuais, que se tornaram em seguida trianuais, até cerca de meados do século XVIII. O Bispo Ernst von Mengersdorf fundou o primeiro seminário da diocese em 1586, e instituiu o calendário gregoriano.
Após a secularização da Alemanha, o principado eclesiástico de Bamberg, foi abolido e incorporado ao Reino da Baviera. Com a morte do bispo Georg Karl von Fechenbach, em 1808, a diocese ficou em sede vacante, governada pelo vigário geral.
A concordata entre a Santa Sé e o Reino da Baviera, em 1817, definiu os novos limites das dioceses da Baviera, consagrados na bula papal Dei ac Domini Nostri, de Pio VII, publicada em 1º de abril de 1818. As novas disposições territoriais de Bamberg garantiram um aumento territorial, com 41 paróquias tomadas da diocese de Wurtzburgo; e, ao mesmo tempo, tornando-se sé metropolitana, com as três dioceses sufragâneas de hoje, ou seja, Eichstätt , Speyer e a própria Wurtzburgo.

## Estatísticas
A arquidiocese, até o final de 2012, havia batizado 713.781 pessoas em uma população de 2.163.801, correspondendo a 33,0% do total.